# Gabriele Adorno
Pour les articles homonymes, voir Adorno.
Gabriele Adorno (Gênes, 1320 – Gênes, 1383) est le quatrième doge de la république de Gênes.

## Biographie
Membre de la noble famille Adorno, il est élu le 14 mars 1363 pour succéder à Simone Boccanegra, mort pendant son mandat. Il est resté en fonction jusqu'au 13 août 1370 et remplacé par Domenico di Campofregoso.

## Opéra
Gabriele Adorno est un personnage de l'opéra de Giuseppe Verdi Simon Boccanegra ; il est le premier ténor et amoureux de la fille de Boccanegra. Dans l'opéra, ce dernier nomme Adorno comme son successeur avant de mourir.